# Бондаренко Анатолій Анатолійович
Анато́лій Анато́лійович Бондаре́нко — старший матрос Збройних сил України. Учасник російсько-української війни.

## Нагороди
За особистий внесок у зміцнення обороноздатності Української держави, мужність, самовідданість і високий професіоналізм, виявлені під час виконання військового обов'язку, та з нагоди Дня Збройних Сил України нагороджений орденом «За мужність» III ступеня (2.12.2016).